# Liste der Naturdenkmale in Schlierbach (Württemberg)
| Naturdenkmale | Anzahl |
| ------------- | ------ |
| FND           | 1      |
| END           | 2      |
| Gesamt        | 3      |

Die Liste der Naturdenkmale in Schlierbach nennt die verordneten Naturdenkmale (ND) der im baden-württembergischen Landkreis Göppingen liegenden Gemeinde Schlierbach. In Schlierbach gibt es insgesamt drei als Naturdenkmal geschützte Objekte, davon ein flächenhaftes Naturdenkmal (FND) und zwei Einzelgebilde-Naturdenkmale (END).
Stand: 1. November 2016.

## Flächenhafte Naturdenkmale (FND)
| Name                           | Bild | Kennung     | Einzelheiten | Position | Fläche Hektar | Datum         |
| ------------------------------ | ---- | ----------- | ------------ | -------- | ------------- | ------------- |
| Bachlauf und Tümpel Bolzhäuser | BW   | 81170440002 | Schlierbach  | ⊙        | 3,7           | 21. Juli 1994 |
| Legende für Naturdenkmal       |      |             |              |          |               |               |

## Einzelgebilde (END)
| Name                                  | Bild | Kennung     | Einzelheiten | Position | Fläche Hektar | Datum         |
| ------------------------------------- | ---- | ----------- | ------------ | -------- | ------------- | ------------- |
| 1 Linde Kirchheimer Straße            | BW   | 81170440003 | Schlierbach  | ⊙        | 0,0           | 21. Juli 1994 |
| 2 Winterlinden, 1 Eiche, 1 Vogelbeere | BW   | 81170440001 | Schlierbach  | ⊙        | 0,0           | 22. Okt. 1984 |
| Legende für Naturdenkmal              |      |             |              |          |               |               |